# Keisuke Ushiro
Keisuke Ushiro (右代 啓祐?, Ushiro Keisuke; Ebetsu, 24 luglio 1986) è un multiplista giapponese.
Vincitore di quattro titoli nazionali nel decathlon nel 2010, 2014, nel 2018 e nel 2019, ha rappresentato il Giappone in occasione di Londra 2012 e Rio de Janeiro 2016. Durante la cerimonia d'apertura della manifestazione in Brasile, Ushiro è stato portabandiera della delegazione nipponica. Con 8.308 punti, detiene il record nazionale del decathlon dal 2014.

## Palmarès
| Anno | Manifestazione  | Sede           | Evento    | Risultato | Prestazione | Note                                     |
| ---- | --------------- | -------------- | --------- | --------- | ----------- | ---------------------------------------- |
| 2010 | Giochi asiatici | Guangzhou      | Decathlon | 4º        | 7.702 p.    |                                          |
| 2011 | Mondiali        | Taegu          | Decathlon | 20º       | 7.639 p.    |                                          |
| 2012 | Giochi olimpici | Londra         | Decathlon | 20º       | 7.842 p.    |                                          |
| 2012 | Asiatici indoor | Hangzhou       | Eptathlon | Argento   | 5.590 p.    |                                          |
| 2013 | Mondiali        | Mosca          | Decathlon | 22º       | 7.751 p.    |                                          |
| 2014 | Giochi asiatici | Incheon        | Decathlon | Oro       | 8.088 p.    |                                          |
| 2015 | Mondiali        | Pechino        | Decathlon | 20º       | 7.532 p.    |                                          |
| 2016 | Giochi olimpici | Rio de Janeiro | Decathlon | 20º       | 7.952 p.    |                                          |
| 2017 | Mondiali        | Londra         | Decathlon | 20º       | 7.498 p.    |                                          |
| 2018 | Giochi asiatici | Giacarta       | Decathlon | Oro       | 7.878 p.    |                                          |
| 2019 | Asiatici        | Doha           | Decathlon | Oro       | 7.872 p.    | Miglior prestazione personale stagionale |
| 2019 | Mondiali        | Doha           | Decathlon | 16º       | 7.545 p.    |                                          |